# Mawnan Smith
 (mars 2024).
Pour les articles homonymes, voir Mawnan et Smith.
Mawnan Smith est un village des Cornouailles, en Angleterre. Le village fait partie de la paroisse civile de Mawnan.